# Station Nieuwerkerk a/d IJssel
Station Nieuwerkerk a/d IJssel is een treinstation in het gelijknamige dorp langs het traject Rotterdam - Gouda. Het station heeft met name betekenis voor forensen. Het station ligt centraal binnen Nieuwerkerk en is een viaductstation boven de Ringvaart van de Zuidplaspolder en de twee hieraan parallel verlopende wegen.

## Geschiedenis
Het gehele gebied was oorspronkelijk drassig veengebied. Vanaf ongeveer de 11e eeuw hebben ontginningsactiviteiten plaatsgevonden. Na deze ontginning ontstonden tal van veenplassen in het gebied. In de 19e eeuw is het gebied ingepolderd. Sinds 1855 loopt het spoor langs Nieuwerkerk. In 1909 is er een stenen station gebouwd. In 1935 werd het station gesloten. Oorspronkelijk volgde het traject Gouda-Rotterdam een andere route. Tot aan Nieuwerkerk aan den IJssel liep het traject ongeveer gelijk aan het huidige traject. Vanuit Nieuwerkerk liep het spoor recht af op Rotterdam en ongeveer op de huidige Maasboulevard lag destijds station Rotterdam Maas. Deze spoorlijn is op 4 oktober 1953 gesloten en vervangen door een ander traject richting station Rotterdam Centraal, door de Alexanderpolder en via de Ceintuurbaan. Op de plaats van de oude spoorlijn ligt nu de Schielandweg (N219).
Op vrijdag 21 mei 1971 kreeg Nieuwerkerk een station aan het huidige spoortraject. Dit was een eenvoudig gebouw dat als proefstation diende. Nadat bleek dat een station efficiënt was voor Nieuwerkerk, werd in 1989 het definitieve station geopend. Dit station is ontworpen door architect Th.J.B. Fikkers.
Op 27 mei 1899 reed een trein over de geopende draaibrug en veroorzaakte een ravage.

## Treinen
Het station wordt in de dienstregeling 2025 door de volgende treinserie bediend:
| Serie | Treinsoort    | Route | Bijzonderheden |
| ----- | ------------- | --- | -------------- |
| 4000  | Sprinter (NS) | Uitgeest – Zaandam – Amsterdam Centraal – Breukelen – Woerden – Gouda – Nieuwerkerk a/d IJssel – Rotterdam Centraal |                |

## Afbeeldingen

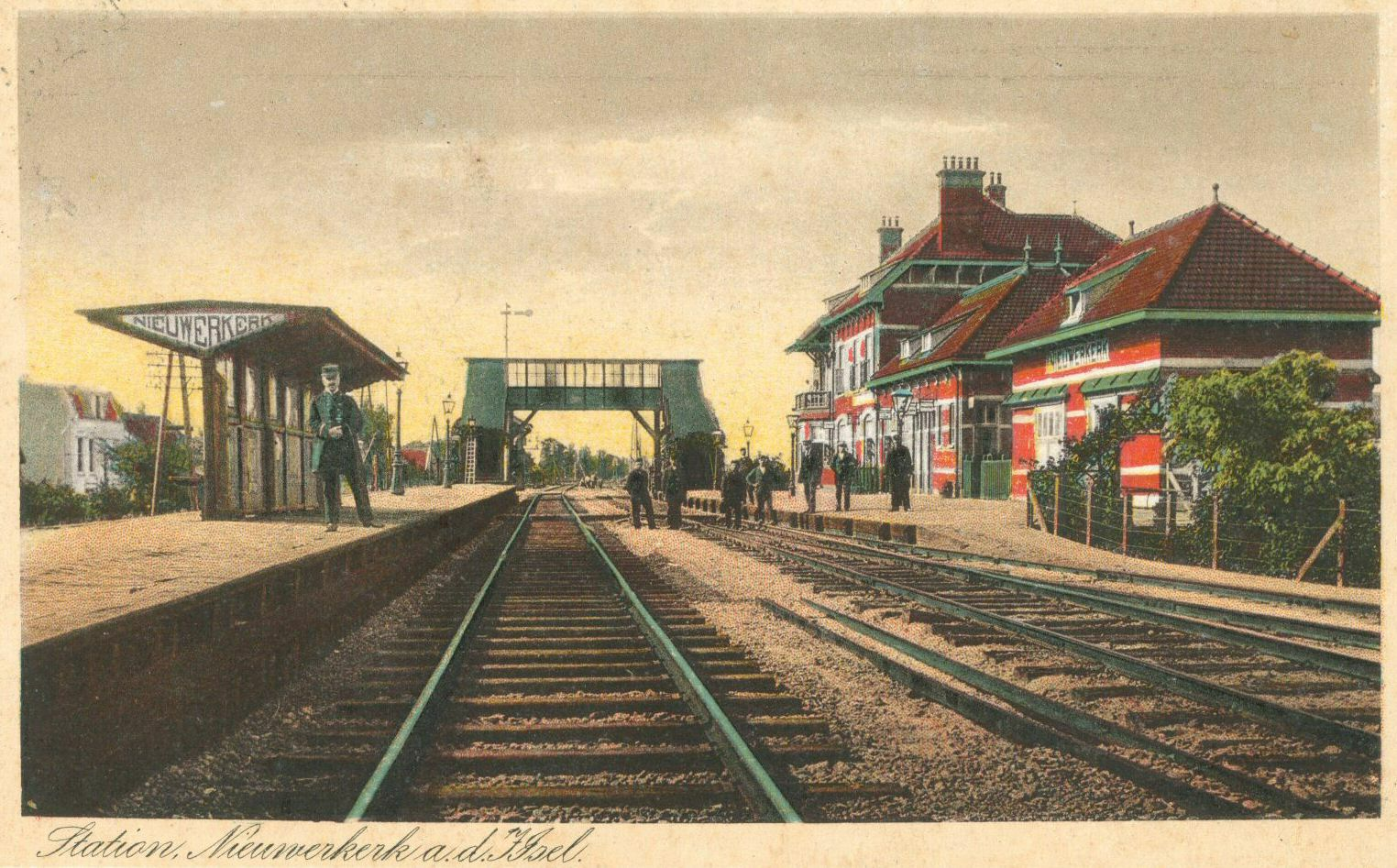
Station rond 1920-1925
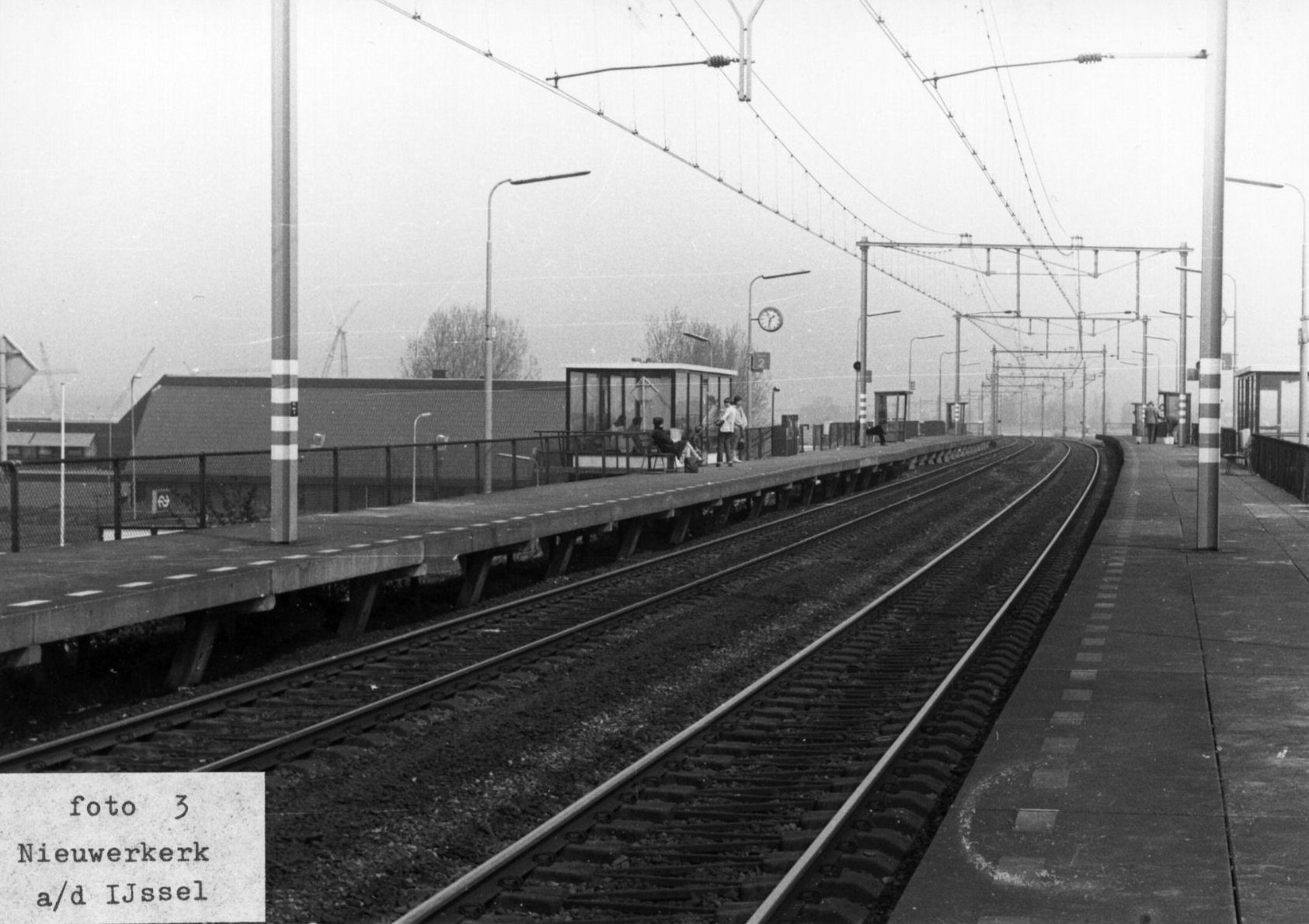
Station rond 1973-1978
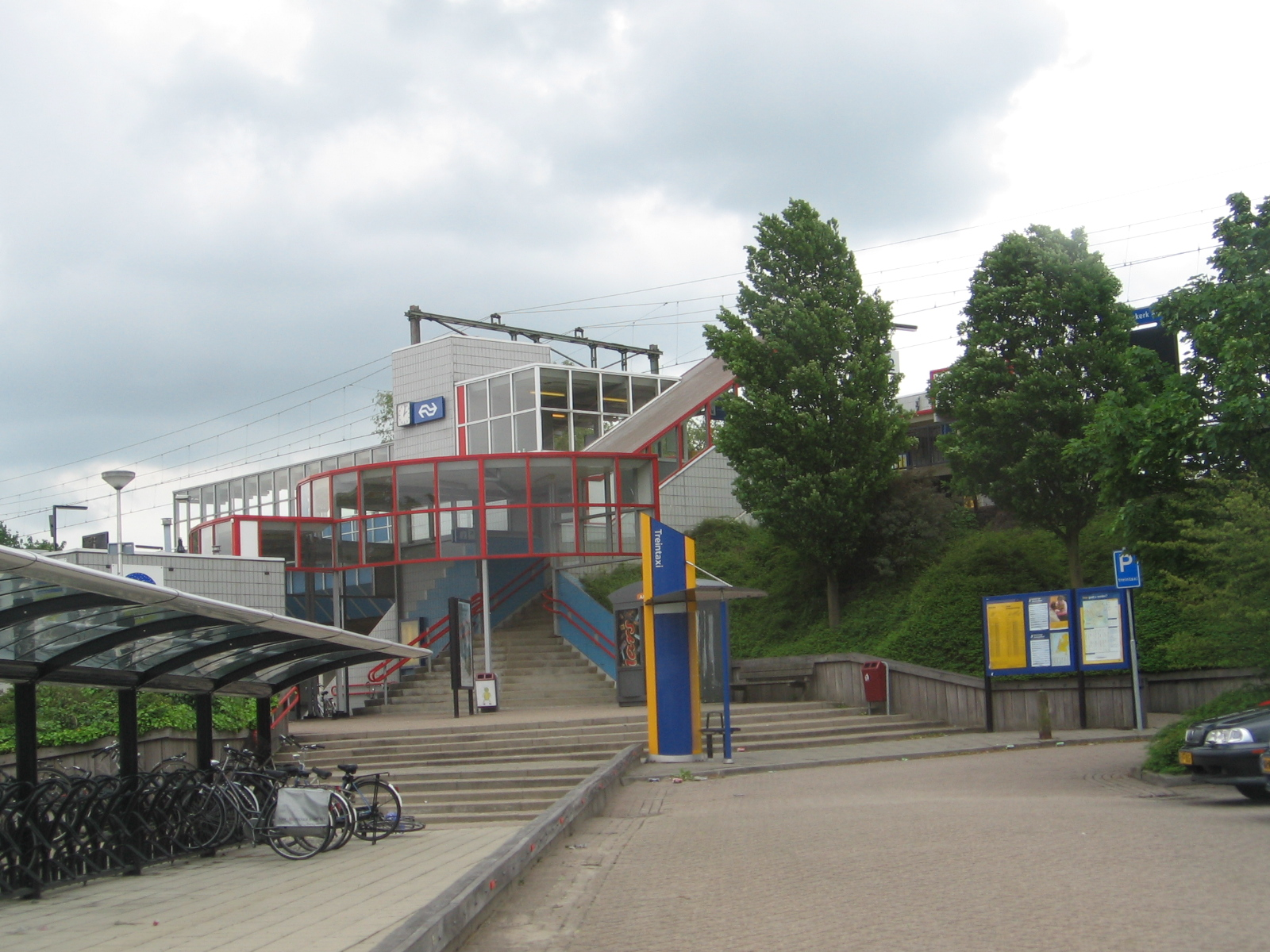
Het station in 2006
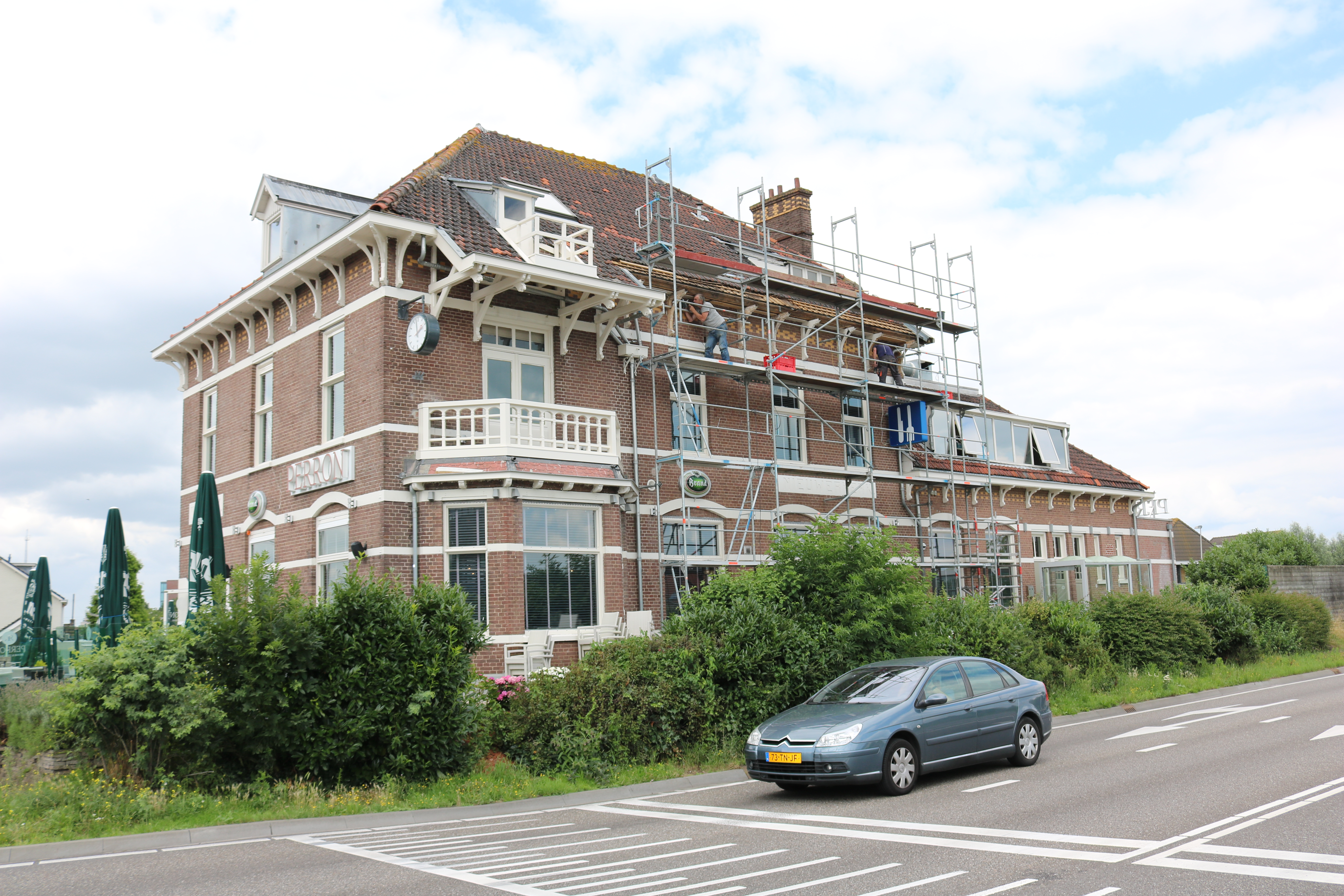
Het voormalige station Nieuwerkerk aan den IJssel
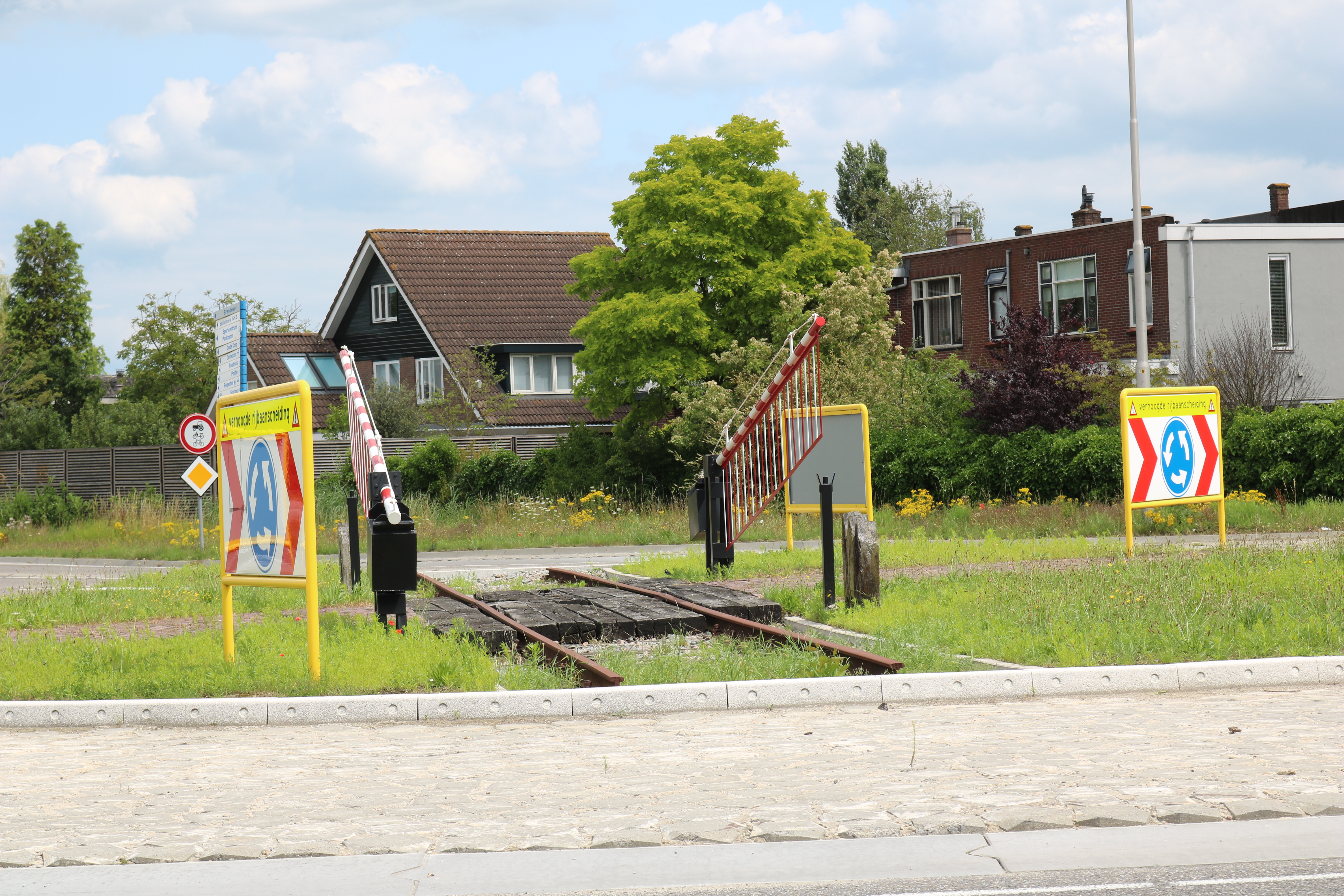
Monument Scheve Overweg. Hier kruiste de 's-Gravenweg de voormalige spoorlijn waar nu de N219 over loopt
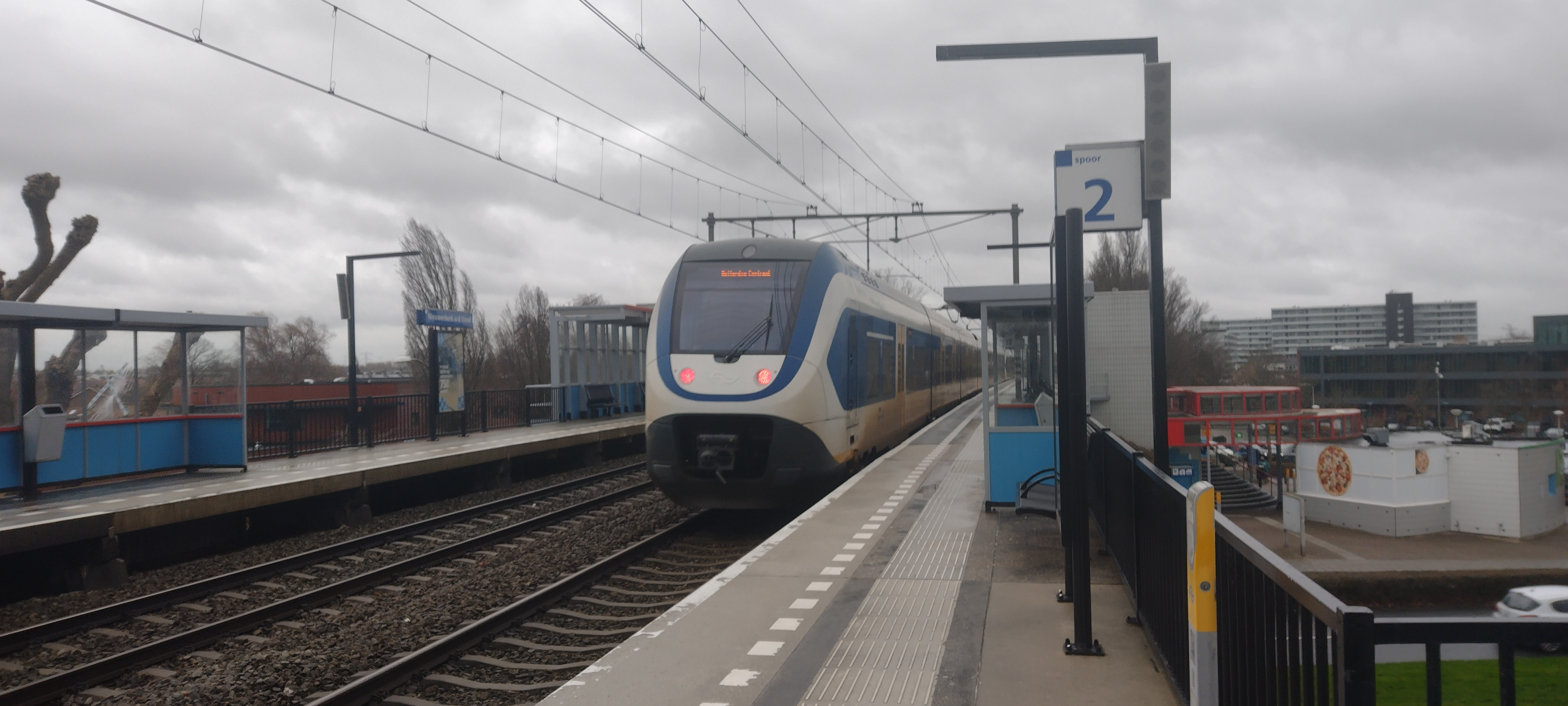
SLT op het station
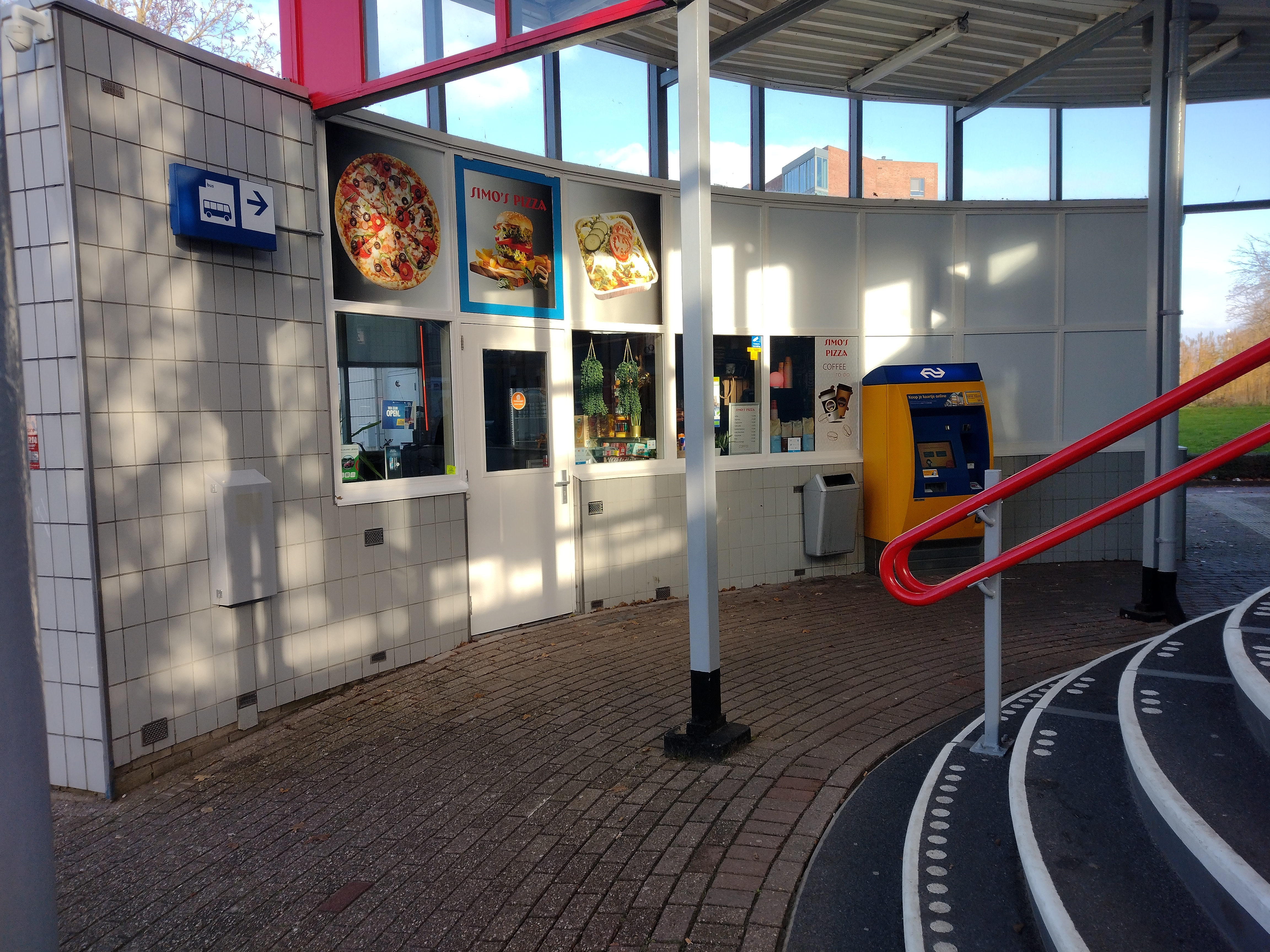
Trap naar het perron

## Ontwikkeling aantal reizigers
Het aantal door NS vervoerde reizigers (per gemiddelde werkdag) ontwikkelde zich sedert 2019 als volgt:
| Jaar | Aantal reizigers |
| ---- | ---------------- |
| 2019 | 3.709            |
| 2020 | 1.694            |
| 2021 | 1.751            |
| 2022 | 2.519            |
| 2023 | 2.866            |
| 2024 | 3.009            |

0: Utrecht Centraal ·
3: Utrecht Leidsche Rijn ·
5: Utrecht Terwijde ·
7: Vleuten ·
12: Harmelen ·
16: Woerden ·
21: Oudewater ·
Hekendorp ·
30: Gouda Goverwelle ·
32: Gouda ·
Moordrecht ·
41: Nieuwerkerk a/d IJssel ·
44: Capelle Schollevaar ·
46: Rotterdam Alexander ·
55: Rotterdam Noord ·
60: Rotterdam Centraal
Alphen a/d Rijn ·
Arkel · 
Barendrecht · 
Bodegraven · 
Boskoop · 
-Snijdelwijk · 
Boven Hardinxveld · 
Capelle Schollevaar · 
De Vink · 
Delft · 
-Campus · 
Den Haag:
-Centraal · 
-HS ·
-Laan van NOI · 
-Mariahoeve · 
-Moerwijk · 
-Ypenburg · 
Dordrecht · 
-Stadspolders ·
-Zuid ·
Gorinchem · 
Gouda · 
-Goverwelle · 
Hardinxveld:
-Blauwe Zoom · 
-Giessendam · 
Hillegom · 
Lansingerland-Zoetermeer · 
Leiden:
-Centraal · 
-Lammenschans · 
Nieuwerkerk a/d IJssel · 
Rijswijk · 
Rotterdam:
-Alexander · 
-Blaak · 
-Centraal · 
-Lombardijen · 
-Noord · 
-Stadion · 
-Zuid · 
Sassenheim · 
Schiedam Centrum · 
Sliedrecht · 
-Baanhoek · 
Voorburg · 
Voorhout · 
Voorschoten ·
Waddinxveen · 
-Noord ·
-Triangel ·
Zoetermeer · 
-Oost · 
Zwijndrecht
Geplande stations:
Gorinchem Noord · Hazerswoude-Koudekerk · Schiedam Kethel
Voormalige stations: zie de lijst van voormalige spoorwegstations in Zuid-Holland